# Takuzu
Takuzu ou Binairo est un jeu de réflexion consistant à remplir une grille avec les chiffres 0 et 1 par déduction logique.

## Principe
Il peut s'agir de grilles allant de 6x6 à 14x14 en général, mais pouvant très bien avoir un nombre de colonnes et de lignes différent (voire différents entre eux pourvu qu'ils soient pairs). Chaque grille ne contient que des éléments d’une paire quelconque (le cas le plus courant étant des 0 et des 1) , et doit être complétée en respectant trois règles :
- autant de 1 que de 0 sur chaque ligne et sur chaque colonne ;
- pas plus de 2 chiffres identiques côte à côte ;
- 2 lignes ou 2 colonnes ne peuvent être identiques.

## Désignations
Ce jeu est principalement connu sous les noms Binairo, Takuzu et Binero, mais aussi Tohu-Wa-Vohu, Eins und Zwei (Adolfo Zanellati), Binary Puzzles (Puzzle Magazine, Puzzlephil), Binoxxo (Conceptis), ou Zernero.
Le nom Tic-Tac-Logic désigne le même jeu remplaçant les chiffres par des ronds et des croix.

## Historique
La marque Takuzu a été déposée le 31 janvier 2006 en France et le 24 mai 2013 en Union Européenne par la société Réalisations-Conceptions-Idées-Jeux.   
La marque Binairo est déposée en 2009 par Frank Coussement et Peter De Schepper,, considérés comme les concepteurs du jeu.

## Exemple

Exemple de Takuzu 4x4
Le même après résolution

Dans la dernière ligne, un 0 est nécessaire, en vertu de la règle 1 ou de la règle 2. Alors dans la troisième colonne, un 1 est nécessaire d'après la règle 2. La règle 1 impose alors un 1 pour finir cette colonne. Deux 0 complètent alors la ligne 1 d'après la règle 1 ou 2. Le reste en découle de manière analogue.